# Kaia Gerber
 (mai 2021).
Si vous disposez d'ouvrages ou d'articles de référence ou si vous connaissez des sites web de qualité traitant du thème abordé ici, merci de compléter l'article en donnant les références utiles à sa vérifiabilité et en les liant à la section « Notes et références ».
Pour les articles homonymes, voir Gerber.
Kaia Gerber, parfois appelée sous son nom complet Kaia Jordan Gerber,,, née le 3 septembre 2001, est une mannequin et actrice américaine.

## Jeunesse
Kaia Jordan Gerber est la fille de Cindy Crawford et de Rande Gerber. Son père est né à New York dans une famille modeste d'origine juives russes, c'est un ancien mannequin mais surtout connu grâce à sa carrière dans les affaires. Sa mère a des origines allemande, anglaise, française et danoise et a été un top model très connu dans les années 1990. Son frère aîné est le mannequin Presley Gerber.
À l'âge de dix ans, Kaia Gerber participe à son premier défilé de mode avec « Versace Junior ». Elle fait ses débuts d'actrice à l'âge de quinze ans dans le téléfilm Quatre sœurs unies par le secret (2016).

## Carrière de mannequin
Kaia Gerber fait ses débuts de mannequin en 2017, à l'âge de 16 ans, pour la collection Calvin Klein de Raf Simons. À ses débuts, elle participe aussi à une série de campagnes publicitaires pour des marques telles que Marc Jacobs, Versace, Saint Laurent, Miu Miu, Valentino, Chanel. Elle pose pour des magazines tels que Vogue, Teen Vogue et Pop Magazine, The Love Magazine et I-D. Elle défile ensuite pour des maisons de mode telles que Marc Jacobs, Burberry, Alexander Wang, Prada, Fendi, Moschino, Alexander McQueen. Elle décroche sa première couverture solo dans le numéro de février 2018 de Vogue Paris. Elle défile aux côtés de sa mère lors de la Fashion Week[Où ?] 2018 au défilé Versace.
Kaia Gerber apparaît aussi dans les éditions du printemps 2018 pour Versace, Calvin Klein, Marc Jacobs et Omega. En 2018, elle est, aux côtés de la mannequin Sofia Mechetner, l'égérie pour le parfum Marc Jacobs Daisy. En 2018, elle obtient simultanément des campagnes pour Chanel (« handbags stories ») et Valentino (« pré-automne »). Elle collabore avec le designer Karl Lagerfeld pour créer la collection KarlxKaia, qui est d'ailleurs la première conçue uniquement par elle.
Elle est récompensée par le titre de « Modèle de l'année » aux Fashion Awards 2018.

### Vie privée
De l'automne 2019 à début 2020 elle fréquente le comédien Pete Davidson.
Elle entame ensuite une relation avec l'acteur Jacob Elordi, qui dure de septembre 2020 à novembre 2021.
À partir de fin 2021, elle est en couple avec l'acteur Austin Butler. Le couple se sépare en 2025 après trois ans de relation.
Depuis février 2025, elle est en couple avec l'acteur Lewis Pullman.

## Filmographie

### Cinéma
- 2022 : Babylon de Damien Chazelle : une starlette
- 2023 : Bottoms de Emma Seligman : Brittany
- 2024 : Shell de Max Minghella : Chloe Benson[15]
- 2024 : Saturday Night de Jason Reitman : Jacqueline Carlin

### Télévision
Séries télévisées
- 2021 : American Horror Stories de Ryan Murphy et Brad Falchuk : Ruby McDaniel (saison 1, épisodes 2 et 7)
- 2021 : American Horror Story: Double Feature de Ryan Murphy : Kendall Carr (saison 10)
- 2024 : Palm Royale de Tate Taylor : Mitzi
- 2025 : Overcompensating de Benito Skinner : Esther

Téléfilms
- 2016 : Quatre Sœurs unies par le secret de Sean Hanish : Carolina à 13 ans

### Clips
- 2019 : Burnout de John Eatherly
- 2020 : Crying in the Mirror de Rainsford

### Théâtre
- 2021 : The Great Gatsby Live Read ! de Brando Crawford : Daisy Buchanan